# Paepalanthus myriophyllus
Paepalanthus myriophyllus är en gräsväxtart som beskrevs av Silveira. Paepalanthus myriophyllus ingår i släktet Paepalanthus och familjen Eriocaulaceae. Inga underarter finns listade i Catalogue of Life.